# ایپسوییچ
ایپسوییچ (به انگلیسی: Ipswich) یک شهر بندری واقع در کشور انگلستان در ناحیه شرق انگلستان و در بخش در سافک، ایپسوییچ مرکز بخش سافک نیز می‌باشد. این شهر در فاصله 9.9 مایل (16 کیلومتر) از دهانه رودخانه اورول و دریای شمال واقع شده است. ایپسویچ هم در خط آهن بزرگ شرقی و هم در جاده A12 قرار دارد. در 67 مایلی (108 کیلومتری) شمال شرقی لندن، 45 مایلی (72 کیلومتری) شرقی-جنوب شرقی کمبریج و 40 مایلی (64 کیلومتری) جنوب نورویچ قرار دارد. ایپسویچ توسط دو منطقه با زیبایی طبیعی برجسته (AONB) احاطه شده است: ساحل سافک و هیث و ددهام ویل.
جمعیت این شهر طبق آمار سال ۲۰۱۹ تعداد  ۱۳۳٬۳۸۴ نفر است.
نام امروزی شهر ایپسویچ از نام قرون وسطایی Gippeswic اقتباس شده است، که احتمالاً از نام شخصی آنگلوساکسون گرفته شده است. همچنین به عنوان Gyppewicus و Yppswyche نیز شناخته شده است.این شهر به طور مداوم از دوره ساکسون شهری مسکونی بوده و به عنوان یکی از قدیمی ترین شهرهای بریتانیا میباشد. ایپسویچ در طول تاریخ انگلستان، به ویژه در امر تجارت، از اهمیت اقتصادی بسیاری برخوردار بوده است.اسکله تاریخی شهر، اسکله ایپسویچ کنونی، به عنوان بزرگترین و مهم ترین اسکله در بریتانیا شناخته می‌شود.از نظر جمعیت، ایپسویچ همچنین سومین سکونتگاه بزرگ در شرق انگلستان(پس از نوریچ و پیتربورو) است.
ایپسویچ به بخش‌های مختلفی تقسیم می‌شود که بخش مرکزی و اسکله بیشترین مسیر پیاده روی را دارد.کورن هیل ، مرکز خرید خرده فروشی و میدان تاریخی شهر است. این اسکله که در جنوب مرکز شهر در پیچ رودخانه اورول واقع شده، مکانی زیباست که اسکله تفریحی زیبای شهر را در خود جای داده است. این اسکله از لحاظ تاریخی یک بندر صنعتی بود،که به منطقه‌ای شیک با ردیفی از ساختمان‌های آپارتمانی مرتفع، رستوران‌ها، بارها و کافه‌ها تبدیل شده است. این اسکله همچنین محل قرارگیری یکی از جدیدترین دانشگاه های بریتانیا، دانشگاه سافک است که در سال 2016 افتتاح شد.

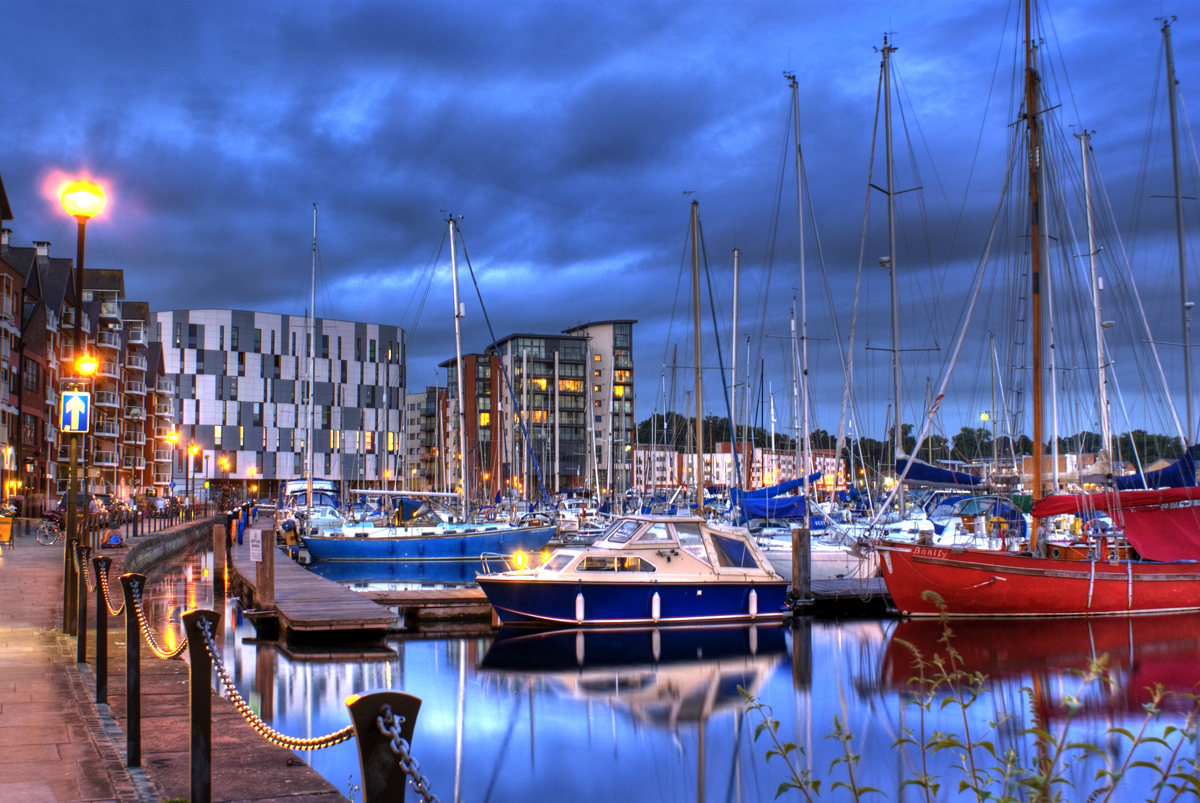
شهر ایپسوییچ

1. ↑  https://www.thesuffolkcoast.co.uk/suffolk-coast-towns-and-villages/ipswich